# マイア・パンジキゼ
マイア・パンジキゼ（მაია ფანჯიკიძე、1960年10月16日 – ）は、ジョージアの外交官、政治家。2002年から2004年まで外務大臣を務めた。

## 生い立ち
トビリシにて誕生。父親は作家のグラム・パンジキゼであった。トビリシ国立大学とイェーナ大学で言語学者として研究し、1994年までトビリシでドイツ語の教師をした。1994年に外務省に入省後は、キャリアの大半をベルリンの大使館で過ごした。彼女は2004年に外務副大臣を務めた後、2004年から2007年まで駐ドイツ大使、2007円から2010年まで駐オランダ大使を務めた。2010年、彼女は外務省から解雇を受けた。彼女はこれについて、義弟のイラクリ・アラサニアが2008年にミヘイル・サアカシュヴィリ政権に反対して国連大使を辞任したことに起因する、政治的決定によるものと主張した。

## 野党
2012年2月、パンジキゼは実業家ビジナ・イヴァニシヴィリが率いる野党勢力に広報担当として合流した。彼らは野党連合ジョージアの夢＝民主ジョージアを結成し、同年10月の総選挙で与党統一国民運動に勝利した。彼女はイヴァニシヴィリ陣営において、広報担当および選挙対策本部長を務めた。

## 外務大臣
ジョージアの夢が2012年の総選挙で勝利した後、パンジキゼは2012年10月25日、ビジナ・イヴァニシヴィリ内閣で外務大臣に就任した。彼女は大臣としての第一声として、ジョージアの外交政策の優先事項を挙げた。まず欧州との関係やNATOとの関係について統合路線を示し、またアメリカ合衆国との戦略的パートナーシップの発展、近隣諸国との良好な関係の継続について述べた。加えてパンジキゼは、イヴァニシヴィリ新政権はロシアとの関係の正常化を目指していると言及した。ただし独立状態にあるアブハジアおよび南オセチアに対して、占領国であるロシアが大使館を置き続けるのであれば、ジョージアは外交関係の回復を行わないとも述べた。
首相がイラクリ・ガリバシヴィリに交代した後の2014年11月5日、彼女はイラクリ・アラサニアが国防大臣を更迭されたことに抗議し、辞任した。